# Länsmansgrundet
Länsmansgrundet är en ö i Finland.   Den ligger i kommunen Pargas i den ekonomiska regionen  Åboland  och landskapet Egentliga Finland, i den södra delen av landet, 150 km väster om huvudstaden Helsingfors.